# 쓰나미, 벚꽃 그리고 희망
《쓰나미, 벚꽃 그리고 희망》(영어: The Tsunami and the Cherry Blossom, 일본어: 津波そして桜 쓰나미 소시테 사쿠라[*])은 루시 워커 감독의 2011년 다큐멘터리 영화이다.

## 줄거리
2011년 도호쿠 지방 지역의 생존자들이 벚꽃의 개화기를 준비하는 모습을 담고 있다.

## 수상
| 상                 | 부문                            | 결과 |
| ------------------ | ------------------------------- | ---- |
| 제84회 아카데미상  | 아카데미 단편 다큐멘터리 영화상 | 후보 |
| 2012 선댄스 영화제 | 논픽션 단편 부문 심사위원상     | 수상 |

## 기타
- 프로듀서: 키라 카스튼슨
- 프로듀서: 루시 워커